# Екрем Имамоглу
Екрем Имамоглу (на турски: Ekrem İmamoğlu) е турски бизнесмен, предприемач на недвижими имоти и социалдемократ, политик, който е 32-ри кмет на Истанбул от 2019 до 2025 г. Той е избран за първи път с 4,1 милиона гласа и спечелва с разлика от 13 хиляди гласа срещу опонента си от ПСР на местните избори през март 2019 г. като общ кандидат на Националния алианс на Републиканската народна партия (CHP) и Добрата партия. Той изпълнява длъжността само от 17 април 2019 г. до 6 май 2019 г., когато изборите са анулирани. След това той е отново избран на нови избори на 23 юни 2019 г. с още по-голяма разлика от 800 000 гласа. Той отново се кандидатира за поста на изборите за кмет на Истанбул през 2024 г., на които спечелва с приблизително 50 процента мнозинство, осигурявайки си още един 5-годишен мандат. Преди това той е бил кмет на Бейликдюзю, западен район на Истанбул, между 2014 и 2019 г.
Имамоглу се очертаво като тъмен кандидат за съвместен кандидат на Националния алианс за кмет на Истанбул, изпреварвайки по-видни съперници като Мухарем Индже, кандидатът за президент на Републиканската партия през 2018 г. В навечерието на изборите Имамоглу спечелва малка преднина в надпреварата за кмет, като първоначалните резултати показват, че преднината му е около 23 000 гласа. Преднината му в крайна сметка е намалена до 13 729 гласа след поредица от преброявания, подкрепени от правителството.
Имамоглу полага клетва като кмет на Истанбул на 17 април след приключване на всички преброявания. На 6 май 2019 г. Висшият избирателен съвет се събира и гласува за анулиране на резултатите от изборите за кмет. Членовете на Съвета приемат възражението на Партията на справедливостта и развитието срещу резултатите от местните избори в Истанбул, като седем членове на Върховния съд гласуват в подкрепа на свикването на нови избори и четирима са против. Избирателната комисия също анулира кметското удостоверение на Имамоглу до подновяването на изборите. На 23 юни 2019 г. се провеждат нови избори, на които Имамоглу е преизбран за кмет с разлика от приблизително 800 000 гласа. Той полага клетва в длъжност на 27 юни 2019 г. Той е преизбран с голяма преднина на изборите за кмет през 2024 г. Поради популярността си той се смята за потенциален кандидат за президент на следващите президентски избори в Турция.
Съден от януари 2022 г. за „обида на длъжностни лица по изборите“, обвинения, за които се твърди, че са политически мотивирани, Имамоглу е осъден на 2 години, 7 месеца и 15 дни затвор и му е допълнително забранено да се занимава с политика от съдия на 14 декември 2022 г. Политическата забрана все още не е влязла в сила, тъй като първо трябва да бъде потвърдена от апелативния и касационния съд.
На 19 март 2025 г. Имамоглу е арестуван по обвинения в корупция заедно с повече от 100 души. Анадолу съобщава, че Имамоглу и няколко други са заподозрени в изнудване, пране на пари и нередности, свързани с търгове и обществени поръчки, наред с други престъпления. Имамоглу също е заподозрян в подпомагане на забранената Кюрдска работническа партия (ПКК), като се твърди, че е сформирал съюз с кюрдска организация-чадър за местните избори в Истанбул. Ден по-рано Истанбулският университет анулира дипломата на Имамоглу, което на практика го дисквалифицира от кандидатстване в следващата президентска надпревара.

## Ранен живот
Имамоглу е роден през юни 1970 г. в град Акчаабат, западно от град Трабзон, Турция, в благочестиво мюсюлманско семейство. Неговият чичо е член на Сивите вълци. През ранното детство той живее в селските общности Джевизли и Йълдъзлъ, югозападно от Aкчаабат. Завършва гимназия в Трабзон, където играе аматьорски футбол и хандбал. След като завършва гимназията в Трабзон, той учи в Американския университет Гирне в Кирения, Северен Кипър и играе като вратар в Türk Ocağı Limasol S.K. През 1987 г. семейството му се премества в Истанбул. Посещава Истанбулския университет и получава бакалавърска степен по бизнес администрация и магистърска степен по управление на човешките ресурси. След дипломирането си той се присъединява към семейния бизнес в строителството. През 1995 г. той се жени за Дилек Кая и заедно имат три деца. През 2002 г. става член на борда на Трабзонспор, а също така е и вицепрезидент на баскетболен клуб Трабзонспор.

## Биография
Екрем Имамоглу е роден на 4 юни 1970 г. в град Акчаабат, Турция. Израства в извънградските махали – Джевизли и Йълдъзлъ, които се намират югозападно от планините Акчаабат. Завършва гимназия в Трабзон. Спортува активно – играе за аматьорски отбори по хандбал и футбол. Когато е 17–годишен се премества да живее в Истанбул, където баща му стартира успешен в годините строителен бизнес.
Завършва Истанбулския университет – получава бакалавърска степен по „Бизнес администрация“ и магистър „Управление на човешки ресурси“.
След като завършва започва работа в семейната строителна компания и става неин управител.
През 1995–та се завръща в родния край за да започне кариерата си като мениджър на футболния и баскетболните клубове в Трабзон – ФК Трабзонспор.
На втория тур от местните избори в Турция през 2019 г. за кмет на Истанбул печели над 54 % от гласовете на избирателите, като опонентът му, кандидатът на управляващата Партия на справедливостта и развитието – Бинали Йълдъръм получава около 45 %.

## Политическа кариера
Тъй като бащата на Имамоглу е член на Партията на родината (ANAP), Имамоглу за кратко участва в младежкото крило на партията в началото на 1990-те години, въпреки че семейството на майка му подкрепя Републиканската народна партия. Имамоглу се присъединява към Републиканската народна партия (CHP) през 2008 г. и е избран за ръководител на младежкото крило на партията през 2009 г. На 16 септември 2009 г. той е избран от CHP за президент на местната организация на партията в истанбулския район Бейликдюзю. След това той е преизбран на тази позиция на 8 март 2012 г., преди да подаде оставка на 15 юли 2013 г., за да се кандидатира за кмет на Бейликдюзю. Изборите се провеждат на 30 март 2014 г., като част от местните избори в Турция през 2014 г., и Имамоглу спечелва с 50,83% от гласовете, побеждавайки действащия кандидат на ПСР Юсуф Узун.
След обявяването на оставката на кмета на община Истанбул Кадир Топбаш на 23 септември 2017 г., Имамоглу е номиниран от CHP да го замести. В изборите за Общинско събрание на Истанбул, за да изпълни остатъка от мандата на Топбаш, Имамоглу губи от кандидата на ПСР Мевлют Уйсал след три кръга, с предимно партийни гласове от 125 на 179.

### Местни избори през 2019 г.
CHP отново номинира Имамоглу на изборите за кмет на Истанбул през 2019 г. на 18 декември 2018 г. Както Добрата партия, която формира съюз с CHP, така и Демократическата партия на народите (HDP) отказват да номинират кандидати, което може да увеличи подкрепата за Имамоглу.
В навечерието на изборите кампанията му получава световно внимание заради мекия си и обединяващ подход, което довежда до стесняване на проучванията на общественото мнение срещу неговия съперник, кандидата на Народния алианс Бинали Йълдъръм. Изборите се провеждат на 31 март 2019 г., като Имамоглу побеждава кандидата на партията на ПСР Бинали Йълдъръм с приблизително 25 000 гласа според общите данни за изборния ден, публикувани от Висшия избирателен съвет. След неприятната му победа, при която управляващата ПСР значително го изпреварва и получава повече медийно отразяване, Имамоглу е наречен изгряваща звезда в турската политика и потенциален кандидат да предизвика Реджеп Тайип Ердоган на президентските избори в Турция през 2023 г.
Партията на Ердоган оспорва изборните резултати от името на своя кандидат, твърдейки, че невалидните гласове може да са повлияли на изборите, и издига големи плакати в града, провъзгласявайки Йълдъръм за победител в изборите. Имамоглу, от своя страна, обвинява Партията на справедливостта и развитието, че са „лоши губещи.” След повторно преброяване, подкрепено от правителството, преднината на Имамоглу е намалена до приблизително 16 000 гласа.

## Кмет на Истанбул (2019 – 2025)
Имамоглу полага клетва като кмет на Истанбул на 17 април, 17 дни след изборите, след приключване на всички преброявания. Неговият кметски мандат приключва, когато на 6 май 2019 г. Висшият избирателен съвет анулира изборните резултати и го отстранява от поста кмет на Истанбул. Според YSK (Турски изборен съвет) решението е взето, защото някои председателстващи длъжностни лица и избирателни служители не са държавни служители. Турският закон предвижда, че те трябва да бъдат държавни служители. Мнозина обаче наричат това действие като ход за отмяна на волята на избирателите, които дават тясна, но ожесточена победа на опозиционния кандидат. Али Йерликая е назначен за временен кмет от Министерството на вътрешните работи на Турция на 7 май 2019 г.
На 23 юни 2019 г. се провеждат нови избори, на които Имамоглу е преизбран за кмет на Истанбул, този път с преднина от над 800 000 гласа. След втората си загуба от Имамоглу, Йълдъръм признава поражението и също така поздравява Имамоглу за преизбирането му за кмет на Истанбул. Ердоган също поздравява Имамоглу и признава, че е спечелил изборите. След това Имамоглу полага клетва в длъжност на 27 юни 2019 г. Същия ден получава и кметската си грамота за втори път.

### Екологични действия
Имамоглу започва непрекъснато почистване на дънната кал в Златния рог, което често е на дневен ред със замърсяване на водата. След дълго време Златният рог възвръща естествената си жизненост, с плуващи риби и надбягвания на делфини. Транспортът с файтони, който е предмет на дискусии от много години на Принцовите острови, както с условията на конете, така и с инфекциозните заболявания, които влияят неблагоприятно на общественото здраве, остави мястото си на щадящите природата електрически превозни средства в резултат на „Транспортна работилница на Принцовите острови“. Срещу риска от земетресение, който е най-важният приоритет на Истанбул, рисковите зони и изгнилите сгради се откриват със сканирания за откриване в целия град. Имамоглу критикува плановете на турското правителство за изграждане на канала Истанбул, който ще свърже Мраморно и Черно море чрез втори воден път до естествения Босфор.

### Социоикономически действия
Проектът People's Milk, който стартира с цел децата да имат достъп до мляко, достига до над 130 хиляди деца. Проектът People's Milk стартира с цел предотвратяване на недохранването, една от най-важните опасности от градската бедност, и за предоставяне на икономическа и психологическа подкрепа на семействата, както и за подпомагане на местните млекопроизводители. Млякото, което се доставя от производители в Чаталджа и Силиври, осигурявайки бюджет от повече от 3 милиона лири за местната икономика, се доставя на децата в Истанбул като надежден и здравословен източник на храна. Детските градини „Истанбул е нашият дом“, които предоставят равни възможности в образованието на децата, лишени от предучилищно образование, и техните семейства, са създадени като центрове, които са щателно планирани в съответствие с физическите и социалните нужди на децата. В Истанбул, който е домакин на водещите университети в Турция, са предоставени стипендии за подпомагане на образованието на 63 хиляди студенти за първи път в историята на Истанбул. С месечната студентска абонаментна такса, намалена от 80 лири на 50 лири, Истанбул става градът, който осигурява най-евтиния студентски транспорт в Турция. Регионалните служби по заетостта, един от важните проекти, изпълнявани от IMM, позволяват на повече от 17 хиляди граждани да участват в заетостта към юни 2021 г. Майки с деца на възраст от 0 до 4 години, живеещи в Истанбул, получават безплатен обществен транспорт в Истанбул. Картата за майката, която увеличава участието на майките в социалния живот и допринася за семейната икономика, е използвана повече от 8 милиона пъти досега. Беше стартирана онлайн кампания за подпомагане, призоваваща по-добре заможните жители да помогнат на финансово затруднените обитатели да платят неплатените си сметки, тъй като пандемията от коронавирус натоварва много домакинства в най-големия град в Турция. Хората, които искат да помогнат, могат да участват в солидарност чрез надеждна платформа, като даряват каквото пожелаят от пакетите за подкрепа на семейството, майка-бебе и подкрепа на студенти, подготвени от IMM за доставка на нуждаещите се. Проектът „Хлябът на хората“ се превръща спонтанно в кампания за социална помощ, след като Имамоглу благодари на добронамерен истанбулец за искането целият хляб в мобилен павилион Halk Ekmek да бъде платен и доставен на нуждаещите се. Подкрепата, предоставена от филантропи за доставянето им на нуждаещи се семейства, надхвърля общо 1 милион лири. Сметките за вода на жителите на Истанбул са намалени с до 34% и е въведено човешкото право на вода за всеки жител на Истанбул. Съответно 0,5 кубически метра, или 500 литра, от всеки 2,5 кубически метра вода, консумирана в жилищата, вече се счита за „човешко право на вода“. 9 години след като това право е прието от Съвета по правата на човека на ООН, жителите на Истанбул започват да получават правата си за първи път. IMM дава приоритет на женските кооперации в продуктите, които да бъдат доставени на семейства в нужда, с движението, което започва в цяла Турция, особено в Истанбул, за участие на жените в производството и оценка на женския труд. Пакетът за подкрепа на новородени стартира в подкрепа на семейства в нужда. Пакетите, съдържащи всичко, от което бебето и майката ще се нуждаят през първите 4 месеца, от шишета за хранене до термометри, от ританки до пижами, от бебешки шампоан до памперси и семейни учебници, достигат до първите семейства и разпространението на нови продължава. Освен това семействата, до които достига пакетът, се посещават от експерти в продължение на една година и се определят техните нужди.

### Конструкции и инфраструктура
Автобусният терминал Eсенлер, където много новодошли в Истанбул са посрещнати за първи път и който е на дневен ред в продължение на много години със своето изоставено и опасно състояние, се превръща в безопасен и удобен терминал в резултат на подробен проект. Наводненията, които се случват след дъжд в повечето части на града и причиняват големи финансови загуби на истанбулчани, са до голяма степен ликвидирани. Към декември 2020 г. работите са завършени в 63 от 104 хронично наводнени места в Истанбул под координацията на IMM. Корабостроителница Халич, която не е работила от много години и е на ръба на затварянето, придобива живот както исторически, така и функционално с щателна работа, извършена от IMM. Корабостроителницата също така се ангажира с производството на морски таксита, които ще бъдат пуснати в експлоатация от IMM в близко бъдеще. В резултат на работите, които започват с цел IMM да се съсредоточи върху железопътните системи през новия период и да превърне железопътните системи в гръбнака на обществения транспорт, Имамоглу заявява в Tуитър, че Истанбул е станал градът с най-много извършени конструкции на метрото по същото време. Заради липсата на средства от дълго време е спряно 103,4-километровото метро строителство в 10 метролинии, повечето от които не са завършени или не са започнати. Осигурени са средства от финансови институции, които спечелват доверието на управленския подход, основан на прозрачност и заслуги в Истанбул, за хода, който сложи край на загубата на 11 милиарда лири. Трамвайната линия Eминьоню-Aлибейкьой, която е спряна поради проблеми с финансирането, е завършена в новия период на IMM и отворена за обслужване на жителите на Истанбул.

### Културни проекти
IMM закупува 540-годишния портрет на Мехмед Завоевателя на търг, открит от Националната галерия в Лондон. Реализирани са два различни проекта в подкрепа на музиканти и театри, които са подложени на труден процес поради пандемията, която довежда до пълно спиране на културните и артистични дейности.

### Селско стопанство и земеделие
В подкрепа на фермерите IMM дава храна за животни и разсад на 474 производители. 16 380 тона реколта са получени през 2020 г. с повторното въвеждане на земеделски земи, които са оставени без работа.

### Предполагаем опит за убийство
На 1 декември 2020 г. OdaTV съобщава, че Ислямска държава е планирала да убие Имамоглу. Съобщено е, че група бойци на ИД е била заловена. Освен това охраната на Имамоглу е била инструктирана да „бъдат по-внимателни“ на 23 ноември 2020 г. Вътрешният министър Сюлейман Сойлу казва: „Получаваме подобна разузнавателна информация от време на време, но те не се разкриват пред обществеността“, но турската полиция отрича да има опит за убийство. Той също така опровергава твърденията, че убийците са били задържани.

### Съдебен процес
На 14 декември 2022 г. Eкрем Имамоулу е осъден на две години затвор за това, че е нарекъл турския Върховен избирателен съвет „глупаци“ преди три години. Решението се разглежда като опит на правителството на Ердоган да централизира властта срещу народната опозиция и да премахне потенциален политически съперник. Процесът предизвиква широко международно осъждане и в отговор на него са организирани протести пред община Истанбул. Освен това европейски кметове се събират в Истанбул в знак на подкрепа.

### Президентски избори през 2023 г.
За президентските избори в Турция през 2023 г. лидерът на Републиканската народна партия Кемал Кълъчдароглу обявява своята кандидатура. Eкрем Имамоглу, Maнсур Яваш и лидерите на пет партии в Националния алианс са посочени като кандидати за вицепрезиденти.
На 7 май Eкрем Имамоглу е нападнат по време на митинг в подкрепа на Kълъчдароглу в Ерзурум. Неговият митинг е прекъснат и камъни са хвърлени от тълпа от около 200 души, които нападат както хората, събрани за митинга, така и Имамоглу. Имамоглу казва, че най-малко 9 души от тълпата на митинга са били ранени от камъните, хвърлени от нападателите. По-късно е съобщено, че 17 души са тежко ранени и откарани в болница. Правителствени служители и членове на водещата партия похвалват нападателите и обвиняват Имамоглу за домакинството на митинга в Ерзурум.
След победата на турския президент Реджеп Тайип Ердоган на втория тур на президентските избори на 28 май, той призовава за значителни промени в основната опозиционна Републиканска народна партия (РНП).
По време на пресконференция в сряда, Имамоглу косвено оспорва лидера на CHP Кемал Кълъчдароглу, твърдейки, че козметични промени, като разпускане и обновяване на централния управителен комитет на партията, биха били недостатъчни за постигане на истинска трансформация. 
На 28 юли той пише писмо до вестник Oksijen, обяснявайки какво има предвид под „промяна в своята партия“. Писмото му пристига един ден след като той заявява, че обществото изисква ръководството и администрацията на CHP да бъдат сменени. В изчерпателно писмо Имамоглу заявява, че настоящите структури на политическата партия „не отговарят на нуждите на Турция“.

### Арест, 2025 г.
На 19 март 2025 г. Имамоглу е арестуван от турската полиция по обвинения, свързани с предполагаема корупция, заедно с повече от 100 души. Твърди се също, че е помагал на Кюрдската работническа партия (ПКК). На 18 март 2025 г. Истанбулският университет анулира дипломата на Имамоглу, цитирайки нередности, което го блокира да се кандидатира за президент. Решението идва само няколко дни преди опозицията да го номинира за кандидат за президент на изборите през 2028 г.
След ареста му партията на Имамоглу, CHP (Републиканска народна партия), го нарича „граждански преврат“ и призовава за национални протести. Впоследствие валията на Истанбул Давут Гюл налага 4-дневна забрана за протести в града. Въпреки ограниченията, протестиращите се събират пред сградата на район Шишли и държат лозунги в подкрепа на Имамоглу.

## Политически възгледи
Имамоглу описва себе си като социалдемократ и че е станал социалдемократ по време на образованието си в Кипър, след като е бил повлиян от приятелите си. Той е член на кемалистката организация Atatürkist Thought Association. В акт, който се смята за противопоставяне на корупцията, той показва колони със стотици коли на площад Йеникапъ, които са наети от администрацията, която той наследява. Имамоглу също осъжда забраната на правителството за адаптация на кюрдски език на „Тръби и малини“ на Дарио Фо заради предполагаемата подкрепа на Кюрдската работническа партия (ПКК). На среща на върха на кметовете в Копенхаген, Дания, той обединява усилията си с други кметове и обсъжда как да направят своите градове по-добре подготвени за изменението на климата. Имамоглу е удостоен с наградата за германско-турско приятелство Kybele през ноември 2019 г. Наградата е връчена на Имамоглу от бившия германски президент Кристиан Вулф. Във връзка с преустройството на музея Света София в джамия Имамоглу заявява, че „за мен това е джамия от 1453 г.“

### Критика към Хамас и Израел
През април 2024 г. Имамоглу публично осъжда Хамас, определяйки го като „терористична организация“. В интервю за CNN Имамоглу изразява съжаление за атаките от 7 октомври, извършени от Хамас в Израел, заявявайки, че всяка група, отговорна за организирани терористични атаки и масови убийства, трябва да се счита за терористична организация. Едновременно с това Имамоглу също критикува „бруталното потисничество“ на палестинците в Израел, призовавайки за прекратяване на насилието срещу невинни палестинци, включително жени и деца.

### LGBTQ+ права
Два дни след като Имамоглу за първи път поема поста, 27-ият прайд парад в Истанбул отново е забранен от кабинета на губернатора (валия) на Истанбул, регионалния административен орган, подчинен на централното правителство. След това той е помолен за мнение от международни кореспонденти, на които той отговори, че никога не би бил кмет, който се разграничава или поставя под въпрос всеки живот, форма, вяра или философия на живота. През 2020 г., за да постави под въпрос твърденията на някои вестници, че той разработва проект за легализиране на еднополовите бракове, Имамоглу заявява, че те имат отговорността да защитават гражданските права на ЛГБТК+ гражданите, но също така отбелязва, че „обществото не е готово за легализиране на еднополовите бракове“. По време на неговото управление служител от SPoD, видна организация за изучаване на ЛГБТК+ в Турция, е избран в Изпълнителния съвет на Градския съвет на Истанбул, което го прави първият ЛГБТК+ човек, който някога е заемал длъжност.